# Alex Ellis
Pour les articles homonymes, voir Ellis.
Pas d'image ? Cliquez ici

a Compétitions nationales et continentales officielles uniquement.

b Matchs officiels uniquement.
Dernière mise à jour le 15 juillet 2025.
Alex Ellis, née le 1er août 1995 à Ottawa (Canada), est une joueuse internationale canadienne de rugby à XV évoluant au poste de pilier. Elle joue au Stade villeneuvois.

## Biographie
Alex Ellis naît le 1er août 1995 à Ottawa au Canada. Formée dans sa ville natale dans l'Ontario, elle joue avec les Barrhaven Scottish et l'équipe de l'Université d'Ottawa, où elle suit un cursus d'étude de la condition féminine.
En 2019, elle rejoint le club des Saracens en Angleterre, où elle remporte le titre national en 2022. Elle compte neuf sélections en équipe du Canada quand elle est retenue en septembre 2022 pour disputer la Coupe du monde en Nouvelle-Zélande, où elle dispute trois rencontres.
Au mois de mars 2023, elle est appelée en équipe nationale pour la Pacific Four Series.
À l'orée de la saison 2023-2024, elle part jouer en France, au Stade français Paris. À l'automne, elle participe à la première édition du WXV, organisée en Nouvelle-Zélande. Au printemps 2024, elle est sélectionnée pour disputer la Pacific Four Series, que le Canada remporte.
Après la relégation du Stade français, elle signe au Stade villeneuvois.

## Palmarès

### En club
- Vainqueur du Championnat d'Angleterre en 2022.

### En équipe nationale
- Vainqueur de la Pacific Four Series en 2024.